# LGA 1151
LGA 1151, también conocido como H4,  es un zócalo compatible con microprocesadores Intel que tiene dos versiones distintas: la primera revisión soporta CPUs Intel Skylake y KabyLake, (sexta y séptima generación respectivamente) y la segunda revisión soporta CPU CoffeeLake exclusivamente (octava generación).
LGA 1151 está diseñado como sustitución para el LGA 1150 (conocido como zócalo H3). LGA 1151 cuenta con 1151 pines salientes para hacer contacto con la plataforma del procesador. El regulador de tensión otra vez ha sido quitado del CPU y transferido a la Placa base.
La mayoría de placas base para la primera revisión del zócalo implementan sólo memorias DDR4, un número menor soporta memorias DDR3(L), y uno mucho menor tiene ranuras para ambos DDR4 o DDR3(L) pero sólo se puede instalar un tipo de memoria a la vez. Algunos tienen soporte para UniDIMM, habilitando que cualquier tipo de memoria pueda ser colocada en el mismo DIMM, raramente tienen separado DDR3 y DDR4. Las placas base con zócalos de la segunda revisión soportan únicamente memorias DDR4.
Los chipsets Skylake, Kaby Lake y Coffee Lake implementan la tecnología Rapid  Storage, Clear Video, y Wireless Display (se requiere de una CPU apropiada). La mayoría de placas base con zócalo LGA 1151 soportan varias salidas de vídeo (DVI, HDMI 1.4 o DisplayPort 1.2)  dependiendo del modelo). La salida VGA es opcional porque los CPU Skylake dejaron de dar soporte para esta interfaz de vídeo. HDMI 2.0 (4K a 60 Hz) está sólo soportado en placas base equipadas con el controlador Thunderbolt de tipo  Alpine Ridge de Intel.
Los chipsets SkyLake, KabyLake y CoffeeLake no soportan la interfaz PCI; aun así, los vendedores de placas base lo pueden implementar utilizando chips externos.

## Disipadores
Los 4 orificios para fijar el disipador térmico a la placa base se colocan en un cuadrado de 75 mm de lado para los zócalos de Intel LGA 1156, LGA 1155, LGA 1150, LGA 1151 y LGA 1200. Las soluciones de enfriamiento deberían ser intercambiables.

## Primera revisión del zócalo H4 (LGA 1151)

### Soporte de memoria  DDR3
Intel oficialmente declara que los controladores de memoria integrada (IMC) Skylake y Kabylake tienen soporte para módulos de memorias DDR3L solo valorados entre 1.35 V y DDR4 a 1.2 V, los cuales dejan en una especulación que voltajes más altos de los módulos DDR3 podrían averiar o destruir el IMC y el procesador. Entretanto, ASRock, Gigabyte, y Asus garantizan que sus placas base DDR3 para Skylake y Kaby Lake soportan módulos DDR3 con valores de 1.5 V y 1.65 V.

### Chipsets  Skylake (serie 100)
|                                                                  | H110 | B150 | Q150 | H170 | Q170 | Z170                                                                                              |
| ---------------------------------------------------------------- | --- | --- | --- | --- | --- | ------------------------------------------------------------------------------------------------- |
| Overclocking                                                     | Solo CPUs (Vía BCLK; podría ser inutilizado en nuevas placas base y liberaciones de BIOS) + GPU + RAM (limitado) | Solo CPUs (Vía BCLK; podría ser inutilizado en nuevas placas base y liberaciones de BIOS) + GPU + RAM (limitado) | Solo CPUs (Vía BCLK; podría ser inutilizado en nuevas placas base y liberaciones de BIOS) + GPU + RAM (limitado) | Solo CPUs (Vía BCLK; podría ser inutilizado en nuevas placas base y liberaciones de BIOS) + GPU + RAM (limitado) | Solo CPUs (Vía BCLK; podría ser inutilizado en nuevas placas base y liberaciones de BIOS) + GPU + RAM (limitado) | CPU (multiplicador + BCLK) + GPU + RAM                                                            |
| Soporte para CPU Kabylake                                        | Sí,después de una actualización de BIOS.                                                                         | Sí,después de una actualización de BIOS.                                                                         | Sí,después de una actualización de BIOS.                                                                         | Sí,después de una actualización de BIOS.                                                                         | Sí,después de una actualización de BIOS.                                                                         | Sí,después de una actualización de BIOS.                                                          |
| Soporte para CPU CoffeeLake                                      | No | No | No | No | No | No                                                                                                |
| Soporte de memoria                                               | DDR4 (máximo 64 GB en total; 16 GB por ranura) o DDR3(L) (máximo 32 GB en total; 8 GB por ranura)                | DDR4 (máximo 64 GB en total; 16 GB por ranura) o DDR3(L) (máximo 32 GB en total; 8 GB por ranura)                | DDR4 (máximo 64 GB en total; 16 GB por ranura) o DDR3(L) (máximo 32 GB en total; 8 GB por ranura)                | DDR4 (máximo 64 GB en total; 16 GB por ranura) o DDR3(L) (máximo 32 GB en total; 8 GB por ranura)                | DDR4 (máximo 64 GB en total; 16 GB por ranura) o DDR3(L) (máximo 32 GB en total; 8 GB por ranura)                | DDR4 (máximo 64 GB en total; 16 GB por ranura) o DDR3(L) (máximo 32 GB en total; 8 GB por ranura) |
| Máximo ranuras DIMM                                              | 2 | 4 | 4 | 4 | 4 | 4                                                                                                 |
| Máximo de puertos USB 2.0/3.0                                    | 6/4 | 6/6 | 6/8 | 6/8 | 4/10 | 4/10                                                                                              |
| Máximo de puertos SATA 3.0                                       | 4 | 6 | 6 | 6 | 6 | 6                                                                                                 |
| Configuración del procesador para PCI Express v3.0               | 1 ×16 | 1 ×16 | 1 ×16 | 1 ×16 | Cualquiera 1 ×16; 2 ×8; o 1 ×8 y 2 ×4                                                                            | Cualquiera 1 ×16; 2 ×8; o 1 ×8 y 2 ×4                                                             |
| Configuración PCI Express del PCH                                | 6 × 2.0 | 8 × 3.0 | 10 × 3.0 | 16 × 3.0 | 20 × 3.0 | 20 × 3.0                                                                                          |
| Soporte de pantalla independiente (puertos/interfaces digitales) | 3/2 | 3/3 | 3/3 | 3/3 | 3/3 | 3/3                                                                                               |
| Soporte para SATA RAID 0/1/5/10                                  | No | No | No | Sí | Sí | Sí                                                                                                |
| Tecnología Intel Active Management, Trusted Execution y vPro     | No | No | No | No | Sí | No                                                                                                |
| Soporte Intel VT-d                                               | Sí | Sí | Sí | Sí | Sí | Sí                                                                                                |
| Potencia de diseño térmico (TDP) del chipset                     | 6 W | 6 W | 6 W | 6 W | 6 W | 6 W                                                                                               |
| Litografía del chipset                                           | 22 nm | 22 nm | 22 nm | 22 nm | 22 nm | 22 nm                                                                                             |
| Fecha de lanzamiento                                             | 1 de septiembre de 2015                                                                                          | 1 de septiembre de 2015                                                                                          | Tercer trimestre del 2015                                                                                        | 1 de septiembre de 2015                                                                                          | 1 de septiembre de 2015                                                                                          | 5 de agosto de 2015                                                                               |

### Chipsets Kaby Lake (serie 200)
No hay un chipset Kaby Lake equivalente que sea análogo al chipset H110. Cuatro líneas PCH PCIe adicionales en los chipset Kaby Lake están reservados para implementar una ranura M.2 y soportar la memoria Intel Optane, esto significa que los chipset KabyLake y Skylake son prácticamente los mismos.
Azul claro indica una diferencia comparables entre los chipsets Skylake y Kabylake.
|                                                              | B250                                                                                             | Q250                                                                                             | H270                                                                                             | Q270                                                                                             | Z270                                                                                             |
| ------------------------------------------------------------ | ------------------------------------------------------------------------------------------------ | ------------------------------------------------------------------------------------------------ | ------------------------------------------------------------------------------------------------ | ------------------------------------------------------------------------------------------------ | ------------------------------------------------------------------------------------------------ |
| Overclocking                                                 | No                                                                                               | No                                                                                               | No                                                                                               | No                                                                                               | CPU (multiplicador + BCLK) + GPU + RAM                                                           |
| Soporte para CPU Skylake                                     | Sí                                                                                               | Sí                                                                                               | Sí                                                                                               | Sí                                                                                               | Sí                                                                                               |
| Soporte para CPU CoffeeLake                                  | No                                                                                               | No                                                                                               | No                                                                                               | No                                                                                               | No                                                                                               |
| Soporte de memoria                                           | DDR4 (máximo 64 GB en total; 16 GB por ranura) o DDR3(L) (máximo 32 GB en total; 8GB por ranura) | DDR4 (máximo 64 GB en total; 16 GB por ranura) o DDR3(L) (máximo 32 GB en total; 8GB por ranura) | DDR4 (máximo 64 GB en total; 16 GB por ranura) o DDR3(L) (máximo 32 GB en total; 8GB por ranura) | DDR4 (máximo 64 GB en total; 16 GB por ranura) o DDR3(L) (máximo 32 GB en total; 8GB por ranura) | DDR4 (máximo 64 GB en total; 16 GB por ranura) o DDR3(L) (máximo 32 GB en total; 8GB por ranura) |
| Máximo de ranuras DIMM                                       | 4                                                                                                | 4                                                                                                | 4                                                                                                | 4                                                                                                | 4                                                                                                |
| Máximo de puertos USB 2.0/3.0                                | 6/6                                                                                              | 6/8                                                                                              | 6/8                                                                                              | 4/10                                                                                             | 4/10                                                                                             |
| Máximo de puertos SATA 3.0                                   | 6                                                                                                | 6                                                                                                | 6                                                                                                | 6                                                                                                | 6                                                                                                |
| Configuración del procesador para PCI Express v3.0           | 1 ×16                                                                                            | 1 ×16                                                                                            | 1 ×16                                                                                            | Cualquiera 1 ×16; 2 ×8; o 1 ×8 y 2 ×4                                                            | Cualquiera 1 ×16; 2 ×8; o 1 ×8 y 2 ×4                                                            |
| Configuración PCI Express del PCH                            | 12 × 3.0                                                                                         | 14 × 3.0                                                                                         | 20 × 3.0                                                                                         | 24 × 3.0                                                                                         | 24 × 3.0                                                                                         |
| Soporte de pantalla independiente (puertos digitales/pipas)  | 3/3                                                                                              | 3/3                                                                                              | 3/3                                                                                              | 3/3                                                                                              | 3/3                                                                                              |
| Soporte para SATA RAID 0/1/5/10                              | No                                                                                               | No                                                                                               | Sí                                                                                               | Sí                                                                                               | Sí                                                                                               |
| Tecnología Intel Active Management, Trusted Execution y vPro | No                                                                                               | No                                                                                               | No                                                                                               | Sí                                                                                               | No                                                                                               |
| Soporte Intel VT-d                                           | Sí                                                                                               | Sí                                                                                               | Sí                                                                                               | Sí                                                                                               | Sí                                                                                               |
| Soporte de memoria Intel Optane                              | Sí pero solo cuando se empareja con CPU de 7a. generación (Kabylake) Intel Core i3/i5/i7         | Sí pero solo cuando se empareja con CPU de 7a. generación (Kabylake) Intel Core i3/i5/i7         | Sí pero solo cuando se empareja con CPU de 7a. generación (Kabylake) Intel Core i3/i5/i7         | Sí pero solo cuando se empareja con CPU de 7a. generación (Kabylake) Intel Core i3/i5/i7         | Sí pero solo cuando se empareja con CPU de 7a. generación (Kabylake) Intel Core i3/i5/i7         |
| Potencia de diseño térmico (TDP) del Chipset                 | 6 W                                                                                              | 6 W                                                                                              | 6 W                                                                                              | 6 W                                                                                              | 6 W                                                                                              |
| Litografía del chipset                                       | 22 nm                                                                                            | 22 nm                                                                                            | 22 nm                                                                                            | 22 nm                                                                                            | 22 nm                                                                                            |
| Fecha de lanzamiento                                         | 3 de enero de 2017                                                                               | 3 de enero de 2017                                                                               | 3 de enero de 2017                                                                               | 3 de enero de 2017                                                                               | 3 de enero de 2017                                                                               |

## Segunda revisión del zócalo H4 (LGA 1151-2)

### Segunda revisión del LGA 1151 para CPU Coffeelake
LGA 1151 fue revisado para la generación de CPU Coffelake y viene junto con los chipsets Intel de la serie 300. Las dimensiones físicas quedan sin cambios, pero el zócalo es actualizado reasignando algunos pines reservados, añadiendo alimentación y líneas a tierra para soportar los requisitos de CPU de 6 núcleos. El nuevo zócalo también reubica el pin de detección del procesador, rompiendo la compatibilidad con procesadores de anteriores generación y placas base. Como resultado, los CPU Coffelake de escritorio no son compatibles con chipsets de la serie 100 (Skylake) y 200 (Kabylake). De igual modo, los chipsets de la serie 300 soportan solo a CPU Coffelake y no es compatible con CPU Skylake y Kabylake.
La segunda revisión del LGA 1151 a veces también se conoce como "1151-2".

### Chipsets Coffee Lake (serie 300)
Al igual que los chipset Kaby Lake, cuatro líneas PCH PCIe adicionales en los chipset Coffee Lake están reservados para implementar una ranura M.2 y soportar la memoria Intel Optane.
Hay una versión de 22 nm del chipset H310, H310C, que se vende solo en China. Las placas base basadas en este chipset también admiten memoria DDR3.
|                                                                  | H310 | B365 | B360 | H370 | Q370 | Z370 | Z390 |
| ---------------------------------------------------------------- | --- | --- | --- | --- | --- | --- | --- |
| Overclocking                                                     | No | No | No | No | No | CPU (multiplicador + BCLK) + GPU + RAM | CPU (multiplicador + BCLK) + GPU + RAM |
| Soporte CPU Skylake/KabyLake                                     | No | No | No | No | No | No | No |
| Soporte CPU Coffee Lake                                          | Sí* | Sí | Sí* | Sí* | Sí* | Sí* | Sí |
| Soporte de memoria                                               | DDR4 (máximo 64 GiB en total; 16 GiB por ranura); La 9a. generación de procesadores CoffeeLake soportan hasta 128GiB de RAM usando módulos de memoria de 32GiB | DDR4 (máximo 64 GiB en total; 16 GiB por ranura); La 9a. generación de procesadores CoffeeLake soportan hasta 128GiB de RAM usando módulos de memoria de 32GiB | DDR4 (máximo 64 GiB en total; 16 GiB por ranura); La 9a. generación de procesadores CoffeeLake soportan hasta 128GiB de RAM usando módulos de memoria de 32GiB | DDR4 (máximo 64 GiB en total; 16 GiB por ranura); La 9a. generación de procesadores CoffeeLake soportan hasta 128GiB de RAM usando módulos de memoria de 32GiB | DDR4 (máximo 64 GiB en total; 16 GiB por ranura); La 9a. generación de procesadores CoffeeLake soportan hasta 128GiB de RAM usando módulos de memoria de 32GiB | DDR4 (máximo 64 GiB en total; 16 GiB por ranura); La 9a. generación de procesadores CoffeeLake soportan hasta 128GiB de RAM usando módulos de memoria de 32GiB | DDR4 (máximo 64 GiB en total; 16 GiB por ranura); La 9a. generación de procesadores CoffeeLake soportan hasta 128GiB de RAM usando módulos de memoria de 32GiB |
| Máximo ranuras DIMM                                              | 2 | 4 | 4 | 4 | 4 | 4 | 4 |
| Máximo de puertos USB 2.0                                        | 10 | 14 | 12 | 14 | 14 | 14 | 14 |
| Configuración de puertos USB 3.1                                 | 4 puertos Gen 1 | 8 puertos Gen 1 | Hasta 4 puertos Gen 2 Hasta 6 puertos Gen 1 | Hasta 4 puertos Gen 2 Hasta 8 puertos Gen 1 | Hasta 6 puertos Gen 2 Hasta 10 puertos Gen 1 | 10 puertos Gen 1 | Hasta 6 puertos Gen 2 Hasta 10 puertos Gen 1 |
| Máximo de puertos SATA 3.0                                       | 4 | 6 | 6 | 6 | 6 | 6 | 6 |
| Configuración del procesador para PCI Express v3.0               | 1 ×16 | 1 ×16 | 1 ×16 | 1 ×16 | Cualquier 1 ×16; 2 ×8; o 1 ×8 y 2 ×4 | Cualquier 1 ×16; 2 ×8; o 1 ×8 y 2 ×4 | Cualquier 1 ×16; 2 ×8; o 1 ×8 y 2 ×4 |
| Configuración PCI Express del PCH                                | 6 × 2.0 | 20 × 3.0 | 12 × 3.0 | 20 × 3.0 | 24 × 3.0 | 24 × 3.0 | 24 × 3.0 |
| Soporte de pantalla independiente (puertos/interfaces digitales) | 3/2 | 3/3 | 3/3 | 3/3 | 3/3 | 3/3 | 3/3 |
| Inalámbrica integrada (802.11ac)                                 | Sí** | No | Sí** | Sí** | Sí** | No | Sí** |
| Soporte para SATA RAID 0/1/5/10                                  | No | Sí | No | Sí | Sí | Sí | Sí |
| Soporte de memoria Intel Optane                                  | No | Sí, requiere procesador Core i3/i5/i7/i9 | Sí, requiere procesador Core i3/i5/i7/i9 | Sí, requiere procesador Core i3/i5/i7/i9 | Sí, requiere procesador Core i3/i5/i7/i9 | Sí, requiere procesador Core i3/i5/i7/i9 | Sí, requiere procesador Core i3/i5/i7/i9 |
| Tecnología Intel Smart Sound                                     | No | Sí | Sí | Sí | Sí | Sí | Sí |
| Soporte Intel VT-d                                               | Sí | Sí | Sí | Sí | Sí | Sí | Sí |
| Potencia de diseño térmico (TDP) del chipset                     | 6 W | 6 W | 6 W | 6 W | 6 W | 6 W | 6 W |
| Litografía del chipset                                           | 14 nm | 22 nm | 14 nm | 14 nm | 14 nm | 22 nm | 22 nm |
| Fecha de lanzamiento                                             | 2 de abril de 2018 | Cuarto trimestre de 2018 | 2 de abril de 2018 | 2 de abril de 2018 | 2 de abril de 2018 | 5 de octubre de 2017 | 8 de octubre de 2018 |

* Sí, sin embargo, las placas base requieren una actualización del BIOS para soportar procesadores de 9a generación de Coffee Lake.
** Depende de las implementaciones del OEM